# パパだって、したい
『パパだって、したい』は、世尾せりなによる日本の漫画。2017年5月よりComicFestaほかにて電子コミックとして配信中。略称は「パパした」。
大学生が家政夫のバイトとしてシングルファザーに雇われたのを契機に始まる恋を描いたボーイズラブ作品。

## 登場人物
阿澄皇哉（あすみ こうや）
声 - 山中真尋
本作の主人公の大学4年生。家政夫のバイトをしている。自身を異性愛者だと思っていたが、圭壱の色気に抗えず彼を押し倒して関係を持ってしまう。
成瀬圭壱（なるせ けいいち）
声 - 寺島惇太
シングルファザーで息子の壱佳と暮らしている。男女共惑わせてしまう色気の持ち主で、以前の家政婦は女性だったため惚れられてトラブルになったため、男性の皇哉を雇うことにした。密かに性欲を持て余しており、アダルトビデオをみて自己処理していたが皇哉を意図せず惑わせてしまう。
成瀬壱佳（なるせ いちか）
声 - 古木のぞみ
圭壱の一人息子で保育園児。
油井亮平
声 - 白井悠介
圭壱の同僚で壱佳と同年代の娘がおり、家族ぐるみの付き合いをしている。シングルファーザーで子育てをしている圭壱を心配している。

## 書誌情報
- 世尾せりな『パパだって、したい』彗星社〈Glanz BL comics〉、既刊6巻（2024年4月18日現在）
  1. 2018年5月18日発売[2]、ISBN 978-4-434-24508-4
  2. 2018年12月18日発売[3]、ISBN 978-4-434-25307-2
  3. 2019年6月18日発売[4]、ISBN 978-4-434-25948-7
  4. 2020年4月18日発売[5]、ISBN 978-4-434-27190-8
  5. 2022年5月18日発売[6]、ISBN 978-4-434-30032-5
    - 小冊子付特装版 同日発売[7]、ISBN 978-4-434-30033-2

  6. 2024年4月18日発売[8]、ISBN 978-4-434-33308-8
    - 小冊子付特装版 同日発売[9]、ISBN 978-4-434-33309-5

## テレビアニメ
2019年1月から2月までTOKYO MXほかにて5分枠のショートアニメとして放送された。ComicFestaアニメ初のボーイズラブアニメとなる。通常版と年齢制限のある完全版が存在し、完全版はアニメZone独占配信となる。

### スタッフ
- 原作 - 世尾せりな
- 監督 - 熨斗谷充孝
- シリーズ構成・脚本 - 西藤歩
- キャラクターデザイン・総作画監督 - 永井泰平
- 色彩設計 - 水無月生
- 美術 - 倉田憲一
- 編集 - 柳圭介
- 撮影監督 - やまもとらぶへい
- 音響制作 - スタジオマウス
- 音響監督 - えのもとたかひろ
- プロデューサー - 寺澤美咲、古囃子雅咲
- アニメーションプロデューサー - RiKi、TETSU
- 制作 - ピカンテサーカス
- 制作協力 - One's work
- アニメーション制作 - MAGICBUS
- 製作 - 彗星社

### 主題歌
「Home sweet Home」
阿澄皇哉（山中真尋）、成瀬圭壱（寺島惇太）による主題歌。作詞は火ノ岡レイ、作曲・編曲は森田交一。

### 各話リスト
| 話数     | サブタイトル                            | 絵コンテ   | 演出       | 作画監督   |
| -------- | --------------------------------------- | ---------- | ---------- | ---------- |
| episode1 | 父親だって…我慢できないときがあるんです | のっしー   | 北川正人   | 岸谷彩子   |
| episode2 | 二人きりなら、触っていいの？            | のっしー   | 北川正人   | 桜井木ノ実 |
| episode3 | パパもたまには甘えたらいいんです        | のっしー   | 北川正人   | 小牧光     |
| episode4 | 俺ができることを手伝いたい…これからも   | 小林仁康   | 北川正人   | 桜井木ノ実 |
| episode5 | 本当は仕事としてじゃなくて、もっと…     | 熨斗谷充孝 | 熨斗谷充孝 | 桜井木ノ実 |
| episode6 | なんで…本気だってわかってくれないんだ   | 熨斗谷充孝 | 熨斗谷充孝 | 岸谷彩子   |
| episode7 | 好きなんだ…どうしようもないくらい       | 熨斗谷充孝 | 熨斗谷充孝 | 小牧光     |
| episode8 | 覚悟、決まった                          | 熨斗谷充孝 | 熨斗谷充孝 | たまねぎ   |

### 放送局
| 放送期間               | 放送時間                     | 放送局   | 対象地域 | 備考 |
| ---------------------- | ---------------------------- | -------- | -------- | ---- |
| 2019年1月7日 - 2月25日 | 月曜 1:00 - 1:05（日曜深夜） | TOKYO MX | 東京都   |      |

インターネットではテレビ放送に先駆けて、月曜0時に『ComicFesta』サイト内アニメZoneより、年齢制限のある完全版も含めて配信される。

### Webラジオ
『ComicFesta Radio パパだって、家政夫だって、ラジオしたい』が、音泉にて2019年1月11日から3月22日まで毎月第2・4金曜日に配信された。パーソナリティは阿澄皇哉役の山中真尋と成瀬圭壱役の寺島惇太。
| TOKYO MX 月曜 1:00 - 1:05（日曜深夜） 枠       | TOKYO MX 月曜 1:00 - 1:05（日曜深夜） 枠 | TOKYO MX 月曜 1:00 - 1:05（日曜深夜） 枠 |
| 前番組                                         | 番組名                                   | 次番組                                   |
| ---------------------------------------------- | ---------------------------------------- | ---------------------------------------- |
| 終電後、カプセルホテルで、上司に微熱伝わる夜。 | パパだって、したい                       | 洗い屋さん!〜俺とアイツが女湯で!?〜      |